# 장생포로
장생포로(Jangsaengpo-ro)는 울산광역시 남구 여천동 신여천사거리와 매암동 일반부두를 연결하는 울산광역시의 도로이다.

## 주요 경유지
울산광역시
- 남구 (여천동 · 매암동)